# Cresococcus candidus
Cresococcus candidus är en insektsart som beskrevs av Wang 1982. Cresococcus candidus ingår i släktet Cresococcus och familjen Lecanodiaspididae. Inga underarter finns listade i Catalogue of Life.